# Джуел Джеймс Еберс
Джуел Джеймс Еберс (англ. Jewell James Ebers, 25 листопада 1921 —  
30 березня 1959) — американський фізик, співавтор найпростішої моделі біполярного транзистора — моделі Еберса—Молла. Еберс народився і виріс у Гранд-Рапідс, штат Мічиган. Навчання в Антіохійському коледжі було перервано Другою світовою війною. Після трьох років перебування в армії США, Еберс в 1946 році закінчив курс у коледжі, а потім вже навчався на електротехнічному факультеті Університету Огайо. У 1947 році Еберс отримав диплом магістра, в 1950 році доктора філософії, а в 1951, після недовготривалої викладацької роботи, перейшов на роботу в Bell Labs — один з двох найбільших приватних науково-дослідних інститутів США. Другим був комплекс лабораторій General Electric в Скенектаді. Еберс показав себе здібним адміністратором і швидко піднявся по службі, досягнув до 1959 року поста директора філіалу Bell Labs в Аллентауні.
Найважливішим вкладом Еберса стало створення в 1954 році, разом з Джоном Моллом, першої практичної математичної моделі біполярного транзистора. Модель Еберса—Молла, до складу якої входили ідеальні діоди, ідеальні керовані джерела струму і паразитні ємності, добре підійшла під вимоги і обмеження перших програм машинного моделювання електричних кіл і стала складовою частиною SPICE, Micro-Cap та інших засобів САПР. Модель Еберса—Молла на двох діодах і двох джерелах струму — найпростіша модель біполярного транзистора. Послідовне ускладнення моделі Еберса—Молла «врешті-решт приводить» до досконалої (і яка потребує не менше 25 параметрів) моделі Гуммеля—Пуна. Другим визначним винаходом Еберса стала розробка в 1952 році першого чотиришарового pnpn-приладу, пізніше названого тиристором.
В 1971 році секція електронних приладів Інституту інженерів електротехніки і електроніки заснувала щорічну премію Еберса «за визначальний інженерний внесок в царині електронних приладів»